# Melaleuca cajuputi
Melaleuca cajuputi är en myrtenväxtart som beskrevs av Powell. Melaleuca cajuputi ingår i släktet Melaleuca och familjen myrtenväxter.

## Underarter
Arten delas in i följande underarter:
- M. c. cajuputi
- M. c. cumingiana
- M. c. platyphylla

## Bildgalleri

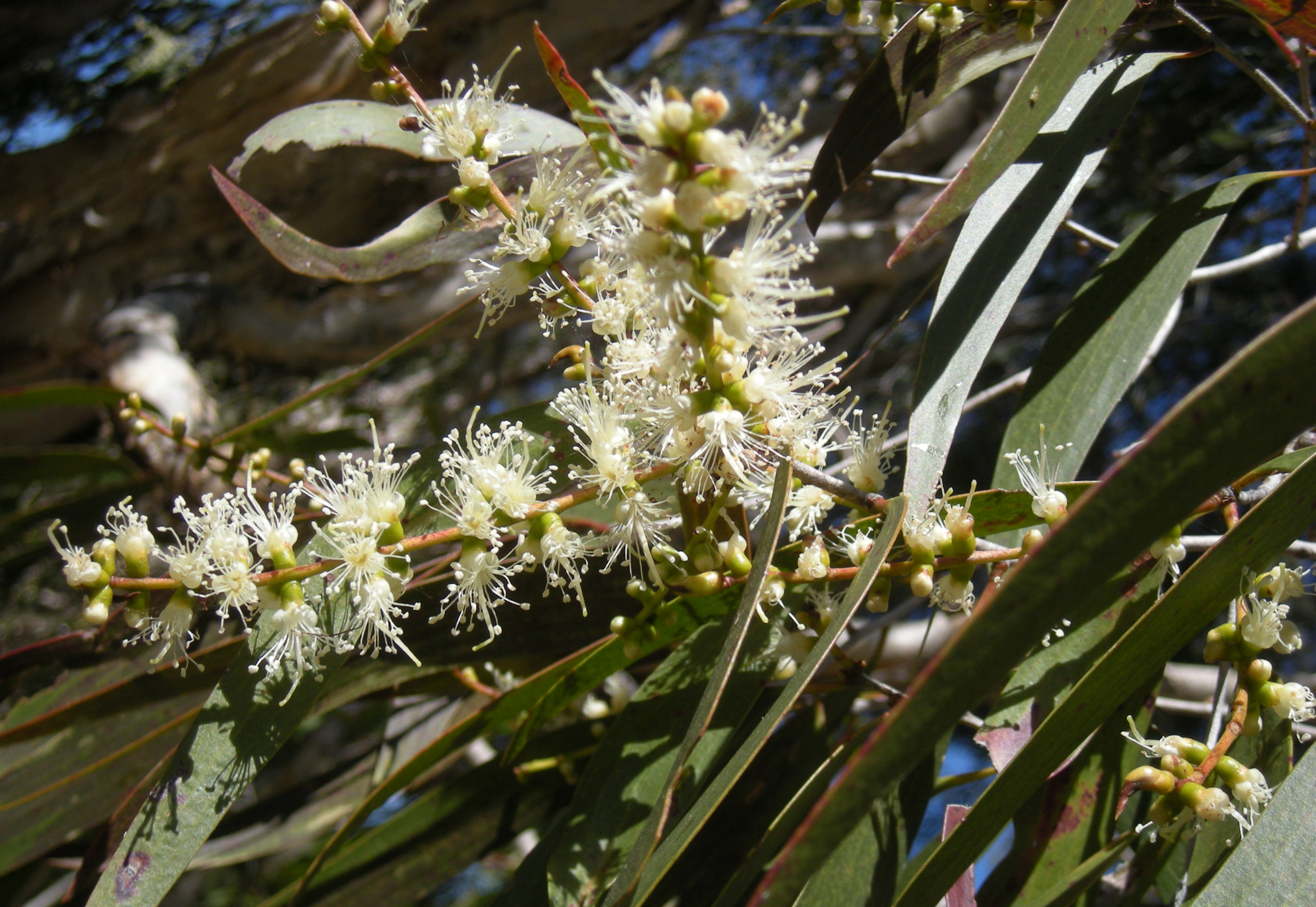
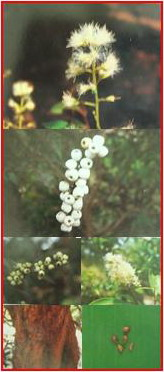
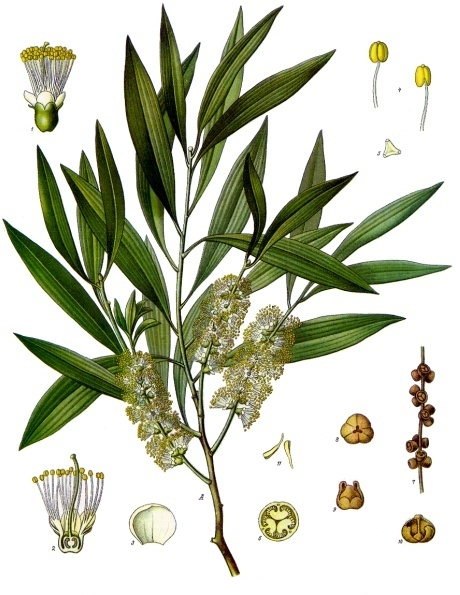